# Han som älskade livet
Han som älskade livet (engelska: Lust for Life) är en amerikansk biografisk dramafilm från 1956 i regi av Vincente Minnelli. Filmen är en biografisk skildring av Vincent van Goghs liv, baserad på Irving Stones bok Lust for Life från 1934. I huvudrollerna ses Kirk Douglas och Anthony Quinn. Quinn tilldelades en Oscar i kategorin bästa manliga biroll för gestaltningen av Paul Gauguin. Även Douglas nominerades, för bästa manliga huvudroll, men vann inte. Douglas fick däremot motta en Golden Globe för sin rollprestation.

## Rollista i urval
- Kirk Douglas – Vincent van Gogh
- Anthony Quinn – Paul Gauguin
- James Donald – Theo van Gogh
- Pamela Brown – Christine
- Everett Sloane – Dr. Paul Gachet
- Henry Daniell – Theodorus van Gogh
- Madge Kennedy – Anna Cornelia van Gogh
- Noel Purcell – Anton Mauve
- Niall MacGinnis – Roulin
- Jill Bennett – Willemien
- Lionel Jeffries – Dr. Peyron
- Laurence Naismith – Dr. Bosman
- Eric Pohlmann – Colbert
- Jeanette Sterke – Kay (Cornelia "Kee" Vos-Stricker)
- Toni Gerry – Johanna (Johanna van Gogh-Bonger)